# Laurence Pithie
Laurence Pithie (Christchurch, 17 de julio de 2002) es un ciclista profesional neozelandés que compite con el equipo Red Bull-BORA-hansgrohe.

## Trayectoria
Empezó compitiendo en la modalidad de pista y fue campeón del mundo en ómnium y madison en categoría júnior. Posteriormente pasó a la ruta y en 2021 se unió al Groupama-FDJ Continental. Allí pasó dos años antes de ascender al equipo principal, con el que ganó el Gran Premio Cholet-Pays de Loire en su primera temporada. En la siguiente logró su primer triunfo en una prueba del UCI WorldTour, al imponerse en la Cadel Evans Great Ocean Road Race, fue séptimo en la París-Roubaix y participó por primera vez en una carrera de tres semanas como el Giro de Italia. De cara a 2025 cambió de equipo y fichó por el Red Bull-BORA-hansgrohe.

## Palmarés
2021
- Baltic Chain Tour

2022
- 3.º en el Campeonato de Nueva Zelanda en Ruta
- 1 etapa del Tour de Normandía
- Gran Premio de la Villa de Pérenchies

2023
- Gran Premio Cholet-Pays de Loire

2024
- Cadel Evans Great Ocean Road Race
- 3.º en el Campeonato de Nueva Zelanda Contrarreloj
- 3.º en el Campeonato de Nueva Zelanda en Ruta

## Resultados

### Grandes Vueltas
| Carrera | Carrera         | 2021 | 2022 | 2023 | 2024  | 2025 |
| ------- | --------------- | ---- | ---- | ---- | ----- | ---- |
|         | Giro de Italia  | —    | —    | —    | 103.º | —    |
|         | Tour de Francia | —    | —    | —    | —     | 89.º |
|         | Vuelta a España | —    | —    | —    | —     | —    |

### Clásicas, Campeonatos y JJ. OO.
| Carrera                    | Carrera                    | 2021 | 2022 | 2023 | 2024  | 2025 |
| -------------------------- | -------------------------- | ---- | ---- | ---- | ----- | ---- |
| Kuurne-Bruselas-Kuurne     | Kuurne-Bruselas-Kuurne     | —    | 94.º | —    | 43.º  | —    |
|                            | Milán-San Remo             | —    | —    | —    | 15.º  | 48.º |
| E3 Saxo Classic            | E3 Saxo Classic            | —    | —    | —    | —     | 73.º |
| Gante-Wevelgem             | Gante-Wevelgem             | —    | —    | —    | 26.º  | 27.º |
| A Través de Flandes        | A Través de Flandes        | —    | —    | —    | Ab.   | Ab.  |
|                            | Tour de Flandes            | —    | —    | —    | 39.º  | 11.º |
|                            | París-Roubaix              | —    | —    | —    | 7.º   | Ab.  |
| Bretagne Classic           | Bretagne Classic           | —    | —    | —    | 101.º |      |
| Cyclassics Hamburg         | Cyclassics Hamburg         | —    | —    | 5.º  | —     |      |
| París-Tours                | París-Tours                | —    | —    | 36.º | —     |      |
| JJ. OO. (Ruta)             | JJ. OO. (Ruta)             | —    | ND   | ND   | 39.º  |      |
| JJ. OO. (CRI)              | JJ. OO. (CRI)              | —    | ND   | ND   | 24.º  |      |
| Mundial en Ruta            | Mundial en Ruta            | —    | —    | Ab.  | —     |      |
| Nueva Zelanda en Ruta      | Nueva Zelanda en Ruta      | 20.º | 3.º  | 10.º | 3.º   | 26.º |
| Nueva Zelanda Contrarreloj | Nueva Zelanda Contrarreloj | —    | —    | —    | 3.º   | 5.º  |

—: no participa

Ab.: abandono

## Equipos
- Groupama-FDJ Continental (2021-2022)
- Groupama-FDJ (2023-2024)
- Red Bull-BORA-hansgrohe (2025-)